# Férfi 10 méteres szinkronugrás a 2013-as nyári universiadén
A 2013-as nyári universiadén a műugrás férfi szinkron 10 méteres versenyszámát július 11-én rendezték meg a Vízisportok Palotájában (Aquatics Palace).

## Versenynaptár
Az időpont helyi idő szerint, zárójelben magyar idő szerint olvasható.
| Dátum                       | Időpont       | Forduló |
| --------------------------- | ------------- | ------- |
| 2013. július 11., csütörtök | 13:30 (11:30) | Döntő   |

## Eredmény
| # | Név                                | Ország                          | Döntő  | Döntő   |
| # | Név                                | Ország                          | Pontok | Rangsor |
| - | ---------------------------------- | ------------------------------- | ------ | ------- |
|   | Huo Liang Jing Hung                | Kína (CHN)                      | 433,83 | 1       |
|   | Artyom Cseszakov Viktor Minyibajev | Oroszország (RUS)               | 421,71 | 2       |
|   | Iván García Germán Sánchez         | Mexikó (MEX)                    | 416,85 | 3       |
| 4 | Kim Dzsinjong Pak Csiho            | Dél-Korea (KOR)                 | 389,70 | 4       |
| 5 | Florian Fandler Christian Picker   | Németország (GER)               | 352,17 | 5       |
| 6 | Casey Johnson Conor Murphy         | Amerikai Egyesült Államok (USA) | 334,08 | 6       |